# Saga Hiro

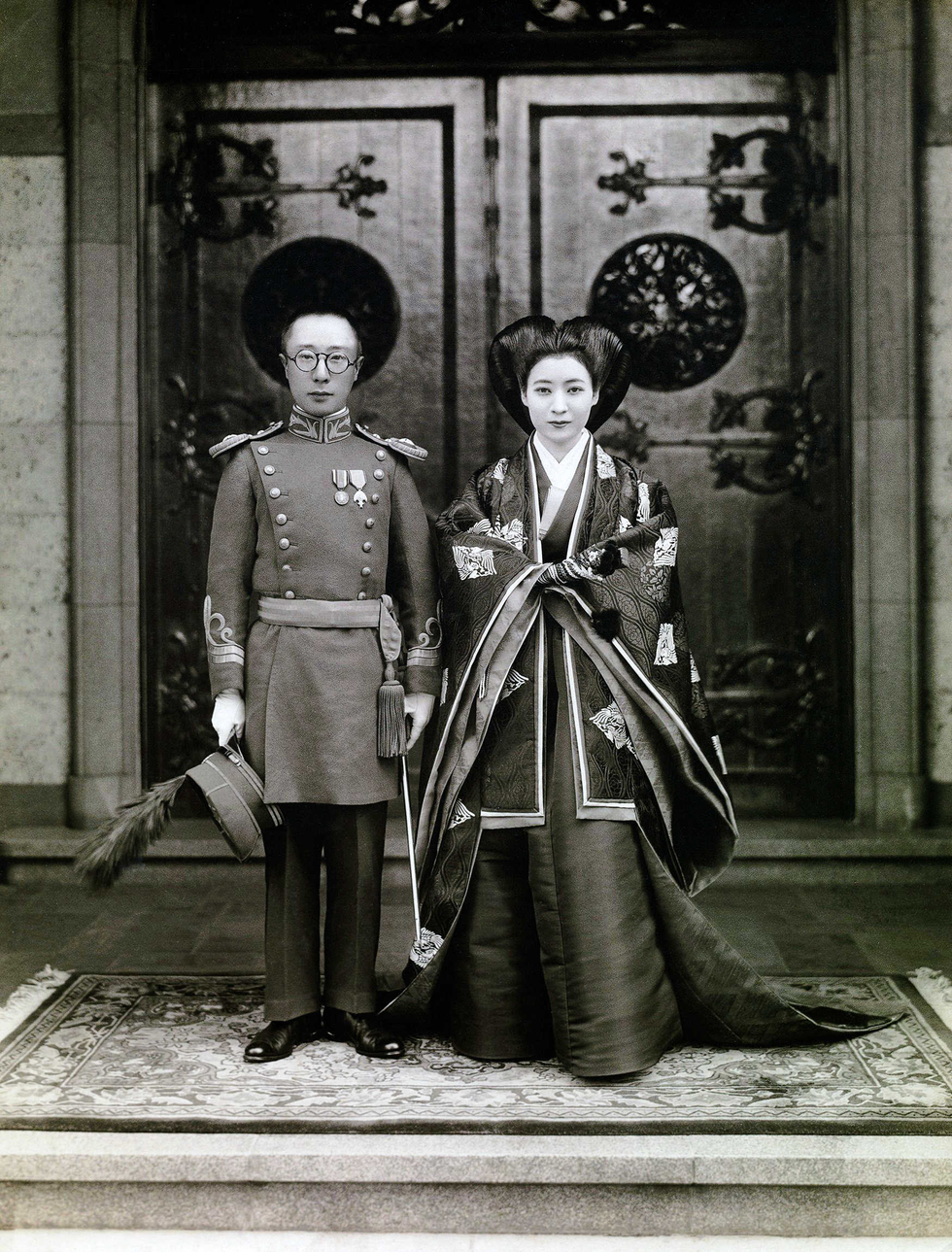
Pujie und Saga Hiro am Tag ihrer Hochzeit, dem 3. April 1938

Saga Hiro (jap. 嵯峨 浩; * 16. April 1914 in Tokio; † 20. Juni 1987 in Peking) war die Ehefrau des Thronfolgers von Mandschukuo, Aisin Gioro Pujie, des Bruders von Kaiser Puyi. Nach ihrer Hochzeit nannte sie sich Mandschurisch Aisin Gioro Hiro bzw. mit chinesischer Lesung ihres Vornamens Aisin Gioro Hao (chinesisch 愛新覺羅•浩).

## Biographie
Ihre Familie Saga gehörte zum Kuge (Hofadel) und war Teil des Ōgimachi-Sanjō-Klans, der wiederum zum Kan’in-Zweig der nördlichen Fujiwara. Sie wurde als älteste Tochter des Markgrafen Saga Sanetō (嵯峨 実勝) geboren. 1936 machte sie ihren Abschluss an der Gakushūin-Universität.
1937 wurde sie Prinz Pujie, dem jüngeren Brüder Kaiser Puyis, der die japanische Heeresoffiziersschule besuchte, in einem Omiai vorgestellt. Pujie hatte ihr Foto aus einer Menge von der Kwantung-Armee ausgesuchten Kandidatinnen ausgewählt. Da sein Bruder Puyi ohne direkten Erben war, hatte die Heirat starke politische Implikationen, sollte die Beziehung zwischen Mandschukuo und Japan festigen und japanisches Blut in die mandschurische Kaiserfamilie einbringen.
Die Verlobungszeremonie fand am 2. Februar 1938 in der Botschaft von Mandschukuo in Tokio statt, die offizielle Heirat am 3. April im Soldatenhaus (軍人会館, Gunjin kaikan) – dem heutigen Kudan-Gebäude (九段会館, Kudan kaikan) – in Kudanzaka, Tokio. Im Oktober zogen beide in die Hauptstadt Mandschukuos Xinjing.
1938 wurde ihre erste Tochter Prinzessin Aisin Goro Huisheng (愛新覺羅·慧生 / 爱新觉罗·慧生, jap. 愛新覚羅 慧生, Aishinkakura Eisei) geboren und 1941 ihre zweite Prinzessin Yunsheng (愛新覺羅·嫮生, jap. 愛新覚羅 嫮生, Aishinkakura Kosei).

### Flucht nach Japan
Während der durch den Einmarsch der Sowjetunion in Mandschukuo ausgelösten Evakuierung von Mandschukuo wurden beide Ehepartner voneinander getrennt: Prinz Pujie floh zusammen mit Kaiser Puyi per Flugzeug mit Ziel Japan, Saga Hiro mit Kaiserin Gobulo Wanrong per Zug mit Zwischenziel Korea. Dieser Zug wurde Januar 1946 bei Dalizi von der chinesischen, kommunistischen 8. Marscharmee gestoppt. Ab April, wurden sie erst nach Changchun (das frühere Xinjing) überstellt, dann nach Jilin im Norden, bei dessen Bombardement durch die Kuomintang in das Gefängnis Yanji, und schließlich nach Jiamusi.
Im Juli wurde sie dort freigelassen und erreichte im September Huludao, von wo aus sie nach Japan übersetzen wollte. Da Huludao allerdings von den Kuomintang besetzt war, reiste sie über Peking nach Shanghai. Im Januar 1947 erreichte sie von dort aus Japan. Diese Reise brachte ihr den Beinamen Ruten no Ōhi (流転の王妃) – „umherwandernde Prinzessin“ – ein.

### Leben in Japan
In Japan hatte sie keinen Kontakt mehr mit ihrem Ehemann, da dieser zusammen mit Puyi im Arbeitslager Fushun war. Erst als ihre älteste Tochter Huisheng einen bewegenden Brief an Zhou Enlai schrieb, wurde Saga Hiro und ihren beiden Töchtern der Briefkontakt mit dem Ehemann und Vater erlaubt. Am 10. Dezember 1957 wurden Huisheng und ein Kommilitone am Berg Amagi durch Pistolenschüsse getötet aufgefunden – vermutlich Doppelselbstmord aus Liebe.
1960 wurde Saga Hiros Ehemann freigelassen, und sie zog im darauffolgenden Jahr nach Peking. 1974, 1980, 1982, 1983 und 1984 kehrte sie noch fünfmal nach Japan zurück, bis sie 1987 in Peking starb. Jeweils eine Hälfte ihrer Asche sowie der von Huisheng wurde 1998 in den eigens für sie gebauten sessha (Zweigschrein) Aisin-Goro-Schrein (愛新覚羅社, Aishinkakura-sha) auf dem Gelände des Nakayama-Schrein in Shimonoseki überführt, in dem ihr Urgroßvater Nakayama Tadamitsu als Kami eingeschreint ist. Später kam auch ein Teil der Asche Pujies hinzu. Die jeweils andere Hälfte von beiden wurde am chinesischen Berg Miaofeng-shan (妙峰山) verstreut.

## Autobiografien und Verfilmungen
1959 erschien ihre Autobiografie Ruten no Ōhi (流転の王妃, dt. „Die umherwandernde Prinzessin“), die 1960 unter der Regie von Tanaka Kinuyo als Kinofilm umgesetzt wurde. Die Rolle Korinkakura Ryūko/Tatsuko (呼倫覚羅竜子; d. h. Aisin Gioro Hiro) wurde von Machiko Kyō gespielt, Futetsu (溥 哲; d. h. Pujie, der im japanischen Fuketsu ausgesprochen wird) von Eiji Funakoshi und Fubun/Fumon (溥 文; d. h. Puyi) von Ryō Yōmei.
1984 erschien eine weitere Autobiografie „Ruten no Ōhi“ no Shōwa-shi. Maboroshi no „Manshū-koku“ (「流転の王妃」の昭和史―幻の"満州国", dt. „Die Shōwa-Historie ‚Die umherwandernde Prinzessin‘. Das trugbildhafte ‚Mandschukuo‘“; ISBN 4-391-10818-6), das zusätzlich noch den Selbstmordzwischenfall am Berg Amagi behandelt. 1992 erschien eine völlig neu überarbeitete Fassung namens Ruten no Ōhi no Shōwa-shi (流転の王妃の昭和史, dt. „Die Shōwa-Historie Die umherwandernde Prinzessin“; ISBN 4-10-126311-6). Diese wurde 2003 von TV Asahi als 2-teiliger Fernsehfilm Ruten no Ōhi – Saigo no Kōtei (流転の王妃・最後の皇弟, dt. „Die umherwandernde Prinzessin – Der jüngere Bruder des letzten Kaisers“) umgesetzt. Diese benutzte die realen Namen, wobei Hiro von Takako Tokiwa, Pujie von Yutaka Takenouchi und Puyi von Wang Bozhao gespielt wurden.